# 말라위의 코로나19 범유행
다음은 말라위의 코로나19 범유행 현황에 대한 설명이다.

## 배경
세계보건기구(WHO)는 12일 2019년 12월 31일 처음 WHO의 주목을 받았던 중화인민공화국 후베이성 우한시의 한 집단에서 신종 코로나바이러스가 호흡기 질환의 원인임을 확인했다. 이 군단은 처음에 우한화난수산물도매시장과 연결되어 있었다. 그러나 실험실 확정 결과가 나온 그 첫 사례들 중 일부는 시장과 연관성이 없었고, 전염병의 근원은 알려져 있지 않다.
2003년 사스와 달리 COVID-19의 경우 치명률은 훨씬 낮았지만, 총 사망자 수가 상당할 정도로 감염 경로는 훨씬 더 컸다. COVID-19는 전형적으로 약 7일 정도의 독감과 유사한 증상을 보이며, 그 후 일부 사람들은 병원에 입원해야 하는 바이러스성 폐렴의 증상으로 발전한다. 3월 19일부터 COVID-19는 더 이상 "높은 결과 감염병"으로 분류되지 않았다.

## 연혁
피터 무타리카 대통령은 4월 2일 코로나바이러스 질병 2019의 국내 최초 3건을 확인했다. 이 세 가지 사례에는 인도에서 돌아온 아시아 출신 말라위인과 그녀의 친척 그리고 그들의 가정부가 포함되어 있다.
4월 4일 영국에서 최근에 돌아온 한 개인이 관련된 네 번째 사례가 확인되었다. 다섯 번째 사건은 영국에서 돌아와 몇 주 전에 격리되었던 한 여성과 관련된 것이었다. 4월 7일, 그녀가 세상을 떠났다는 것이 발표되었다. 말라위는 총 8건으로 3건이 더 확인되었다. 한 명은 4월 2일에 등록된 첫 번째 사건과 즉시 접촉한 34세 중 한 명이고, 두 번째는 3월 19일에 영국에서 온 28세 여성이 관련된 것이고, 세 번째 경우는 3월 16일에 남아프리카 공화국을 여행한 30세 신사의 것이다.

## 같이 보기
- 아프리카의 코로나19 범유행
- 나라별 코로나19 범유행